# Rušta
Rušta (njemački: Rust, mađarski: Ruszt) je statutarni grad u austrijskoj saveznoj državi Gradišće.

## Zemljopis
Rušta se nalazi u krajnje istočnom dijelu Austrije, u zapadnom dijeli Panonske nizine, istočno od glavnoga grada Gradišća Željeznog. Grad se smjestilo na zapadnoj obali Nežiderskog jezera. Grad je 2008. godine imao 1.864 stanovnika, dok je prosječna gustoća naseljenosti 93 stan./km2.

## Povijest
Rušta se prvi puta spominje 1317. godine kao Ceel (mađarski: Ulme, Rüster) u darovnici ugarskoga kralja Karla I. Roberta. Rušta je dobila status grada 1681. godine, a trenutno s 1.864 stanovnika, najmanji je grad u Austriji. 

## Gradovi prijatelji
- Kulmbach, Njemačka (od 1981. godine)
- Tokaj, Mađarska (od 2006. godine)

## Vanjske poveznice
- Službena stranica grada  Arhivirana inačica izvorne stranice od 23. lipnja 2011. (Wayback Machine)

### Ostali projekti
|  | Zajednički poslužitelj ima stranicu o temi Rušta |